# 카타르 관광청
카타르 관광청(Qatar Tourism Authority)은 카타르의 관광 개발 및 홍보와 관련된 규칙, 규정 및 법률의 제정 및 집행을 담당하는 최고 기관이다.
카타르 관광청의 업무는 2014년 2월에 발표된 카타르 국가 관광 부문 전략 2030(QNTSS)에 따라 진행되며, 이 전략에는 카타르의 관광 산업의 미래 발전 계획이 기술되어 있다.

## 비자 면제
GCC(걸프협력회의) 국가(바레인, 쿠웨이트, 오만, 사우디아라비아 및 아랍 에미리트 연합)의 국민은 카타르에 입국하는 데 비자가 필요하지 않다.

## 방문 비자
아래 열거된 34개국의 국민은 사전 비자 발급이 필요하지 않으며, 카타르 입국 시 비자 면제를 받을 수 있다. 면제는 발급일로부터 180일간 유효하며, 소지자는 단회 여행 또는 수회 여행 중에 카타르에 최장 90일간 체류할 수 있다.
| 1. 오스트리아 2. 바하마 제도 3. 벨기에 4. 불가리아 5. 크로아티아 6. 키프로스 7. 체코 8. 덴마크 9. 에스토니아 10. 핀란드 11. 프랑스 12. 독일 | 13. 그리스 14. 헝가리 15. 아이슬란드 16. 이탈리아 17. 라트비아 18. 리히텐슈타인 19. 리투아니아 20. 룩셈부르크 21. 말레이시아 22. 몰타 23. 네덜란드 24. 노르웨이 | 25. 폴란드 26. 포르투갈 27. 루마니아 28. 세이셸 29. 슬로바키아 30. 슬로베니아 31. 스페인 32. 스웨덴 33. 스위스 34. 터키 |

아래 열거된 46개국의 국민은 사전 비자 발급이 필요하지 않으며, 카타르 입국 시 비자 면제를 받을 수 있다. 면제는 발급일로부터 30일간 유효하며, 소지자는 단회 여행 또는 수회 여행 중에 카타르에 최장 30일간 체류할 수 있다. 이 면제는 추가로 30일을 연장할 수 있다.
| 1. 안도라 2. 아르헨티나 3. 호주 4. 아제르바이잔 5. 벨라루스 6. 볼리비아 7. 브라질 8. 브루나이 9. 캐나다 10. 칠레 11. 중국 12. 콜롬비아 13. 코스타리카 14. 쿠바 15. 에콰도르 16. 조지아 | 17. 가이아나 18. 홍콩 19. 인도 20. 인도네시아 21. 아일랜드 22. 일본 23. 카자흐스탄 24. 레바논 25. 마케도니아 26. 몰디브 27. 멕시코 28. 몰도바 29. 모나코 30. 뉴질랜드 31. 파나마 32. 파라과이 | 33. 페루 34. 러시아 35. 산마리노 36. 싱가포르 37. 남아프리카 공화국 38. 대한민국 39. 수리남 40. 태국 41. 우크라이나 42. 영국 43. 미국 44. 우루과이 |

## 카타르 관광 비자
"항공기를 이용하여 카타르에 입국하는 방문자는 카타르 관광 비자를 온라인으로 신청할 수 있다. 신청서를 제출하려면 방문자는 아래 사항을 수행해야 한다.
- 온라인 양식 작성
- 필요한 서류(여권 스캔 및 개인 사진 포함) 업로드
- 항공사 예약 정보 제공
- 유효한 신용 카드를 사용하여 온라인 결제

Qatar Airways를 이용하여 카타르에 입국하는 방문자는 동일한 예약 하에 카타르 관광 비자 신청 절차를 통해 승객 및 동반 여행자의 비자를 신청할 수 있다.
"

## 카타르 환승 비자
Qatar Airways를 이용하여 카타르에서 환승하는 모든 국적의 승객은 무료 96시간 환승 비자를 신청할 수 있다. 그러나 특정한 조건이 적용되므로 비자는 카타르 내부무의 재량에 따라 발급됩니다.

## GCC 거주민 방문 비자
승인된 직종의 직업을 가진 GCC(걸프협력회의) 국가의 거주민과 동반 여행자는 카타르 입국 시 GCC 거주민 방문 비자를 받을 수 있다. 이 단회 입국 비자는 100 카타르 리얄(QAR)의 수수료를 내면 (신용 카드로 지불 가능) 받을 수 있다. 유효 기간은 30일이고, 갱신하면 3개월이 추가된다. 이 비자 제도를 이용하고자 하는 방문자는 카타르 입국 시 자신의 직업을 증명하는 공식 서류 제시를 요청 받을 수 있다.